# Beatlemania

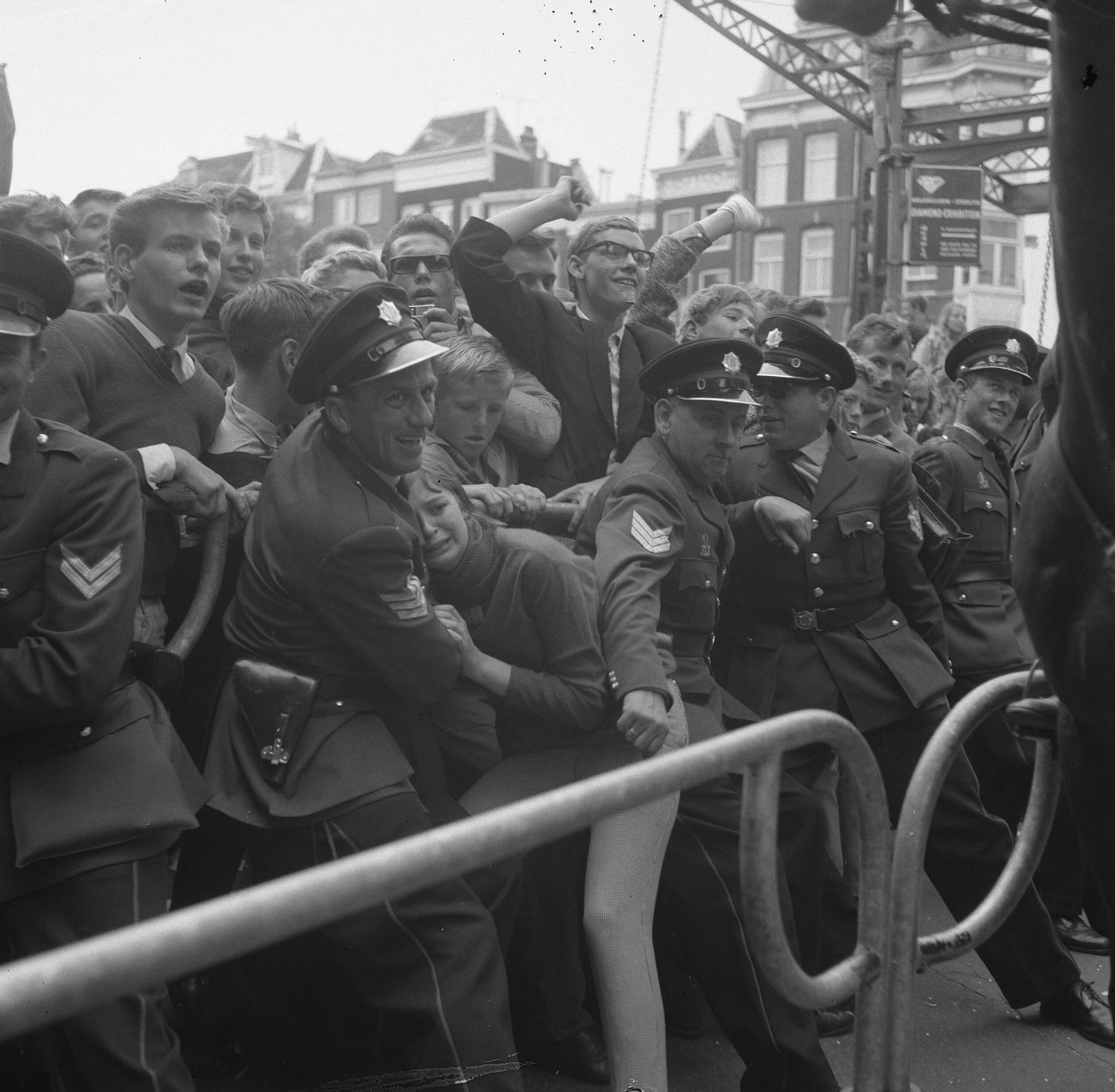
Alcuni fan olandesi mentre vengono contenuti dalla polizia di Amsterdam

La Beatlemania è stato un fenomeno sociologico e di antropologia culturale diffusosi durante la prima metà degli anni sessanta.
Fenomeno senza precedenti, consisteva nell'adorazione incondizionata per il gruppo musicale dei Beatles al di là di ogni estrazione sociale, cultura, sesso ed età; si manifestava con euforia, crisi isteriche, urla, pianti, svenimenti, assembramenti di folla e consumo frenetico di oggettistica riguardante il gruppo.
L'analisi della Beatlemania ha contribuito allo sviluppo di alcuni settori del marketing come il fandom, il branding e il merchandising.

## Nomenclatura
La paternità del termine, derivato dal nome del gruppo musicale dei "Beatles" e da "mania", è reclamata da Andi Lothian, un promoter musicale britannico che sostiene di averlo usato per primo parlando con un reporter durante il concerto dei Beatles tenuto a Caird Hall durante un minitour in Scozia il 7 ottobre 1963, e la parola comparve su carta stampata sul The Daily Mirror del 2 novembre 1963 in un articolo sul concerto tenuto il giorno precedente a Cheltenham. Secondo un'altra versione, il termine fu coniato dopo l'esibizione del gruppo al programma televisivo Val Parnell's Sunday Night at the London Palladium, seguito da un pubblico di quindici milioni di spettatori, il 13 ottobre del 1963.
L'accostamento NomeGruppo/cantante - mania è stato adattato in seguito per indicare fenomeni analoghi relativi ai Bay City Rollers negli anni settanta, ai Duran Duran negli anni ottanta, ai Take That negli anni novanta e alle Spice Girls.

## Origini
Si può dire che tutto sia nato grazie alla "minacciosa" vita quotidiana che chiunque (in America, ma anche in Europa) viveva intorno alla fine degli anni cinquanta. Il boom economico aveva fatto entrare la radio in ogni salotto americano, e le famiglie ci si riunivano intorno, come se fosse il nuovo focolare domestico. E per radio, in un ambiente familiare – in cui, cioè, tutta la famiglia stava riunita – venivano trasmesse canzoni per tutti. Il target era molto ampio: era molto facile trovare ragazzini il cui sogno era quello di cantare come Frank Sinatra o Tony Bennett.
Voltate le spalle alla seconda guerra mondiale e con la guerra fredda un po' meno incombente, grazie ad un'opulenza familiare sempre maggiore, anche i giovanissimi iniziarono a perseguire una identità sociale e a richiedere una serie di diritti di categoria. Aspiravano a contare socialmente, a consumare, a prendere autonomamente decisioni sulle loro scelte, sui loro gusti, e soprattutto cercavano forti emozioni che li facessero uscire da quel limbo di noia e di prevedibilità che la società post bellica sembrava prospettare loro.
Nell'ambiente musicale, furono i fans di Frank Sinatra ad emettere per primi urla e a manifestare stati di alterazione durante le fugaci apparizioni pubbliche del loro idolo davanti ad un albergo, ad una stazione o ad un aeroporto.
L'avvento del rock and roll diede un'accelerazione al fenomeno. La prima apparizione all'Ed Sullivan Show di Elvis Presley scatenò i teenager (il nome con cui verranno chiamati da quel momento in avanti i giovani), e l'industria culturale da quel momento iniziò a produrre spot, film e dischi indirizzati specificamente ai giovani. I teenager diventarono un target del mondo produttivo.

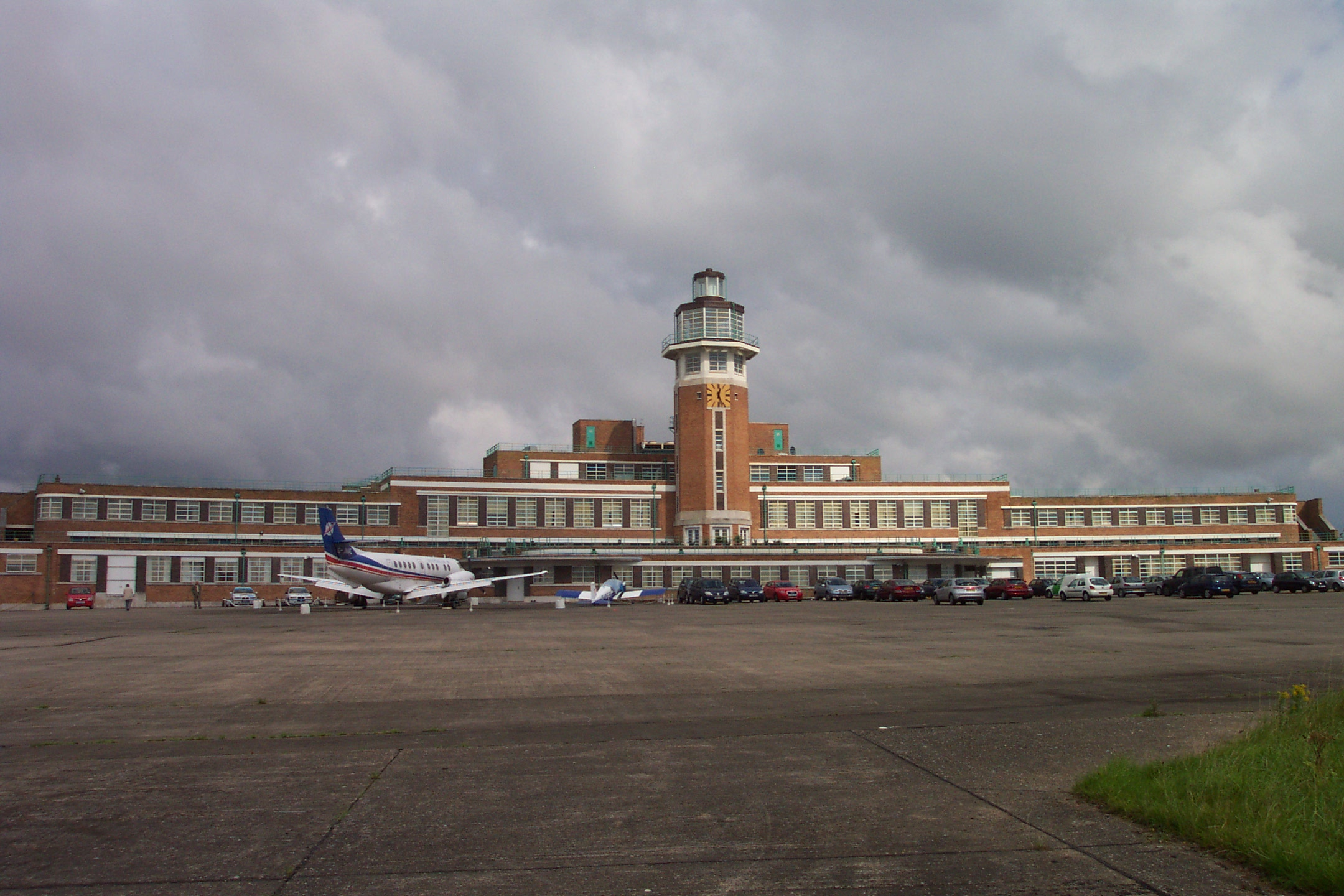
Il vecchio terminal dell'aeroporto di Liverpool, sulle cui terrazze si assiepavano le migliaia di fan in occasione delle trasferte del gruppo

I Beatles sfondarono in Gran Bretagna ed arrivarono in America (nel 1964) proprio mentre questo fenomeno impazzava.
Ma soprattutto il 1963 fu un anno di altissime tensioni sociopolitiche, di instabilità e di enormi preoccupazioni. L'omicidio del presidente Kennedy e lo scandalo Profumo fecero ripiombare gli occidentali nell'incubo di una ecatombe nucleare.
I Beatles emersero nel momento giusto per raccogliere le istanze dei giovanissimi che desideravano vivere felici, amare e distinguersi dagli adulti.
I testi delle loro canzoni, originali, freschi, erano perfettamente in linea con le parole che volevano pronunciare i teenager. Lo stesso si potrebbe dire per il loro look, per le loro dichiarazioni, per i loro atteggiamenti, per i loro comportamenti e per la loro musica.
Milioni di teenager comprarono il loro nuovo disco, si tagliarono i capelli e si vestirono come loro, andarono a caccia dei loro beni di consumo preferiti (dalle sigarette alle pietanze, ma anche l'agendina o la matita aventi qualche riferimento con il loro nome), si spostarono per vedere il loro concerto nella città più vicina, presero a cantare tutto il giorno a squarciagola i testi delle loro canzoni.
La Beatlemania è stato il risultato di una serie di esigenze, di tendenze e di bisogni, di un'accurata campagna pubblicitaria e un periodo particolarmente florido del rock commerciale.

## Paesi

### Gran Bretagna
L'attenzione dei mass-media per i Beatles divenne presto morbosa, così come l'interesse dei discografici nel pilotare il più possibile sia il gruppo che il pubblico di consumatori.
Ogni passo pubblico e privato dei Beatles divenne un fatto nazionale e ogni loro movimento venne seguito da una massa di fans appassionati, incontrollabili persino per le forze dell'ordine.
Il loro manager Brian Epstein evitò di far raggiungere al gruppo la soglia di saturazione e di rottura.
Gli eventi che impressionarono maggiormente l'opinione pubblica furono il concerto al London Palladium, trasmesso anche in televisione il 13 ottobre 1963, che immobilizzò il quartiere a causa della ressa formata da migliaia di fans, e il loro ritorno dalla tournée seguente in Scandinavia che fu accolto da migliaia di persone all'aeroporto di Londra.

### Stati Uniti

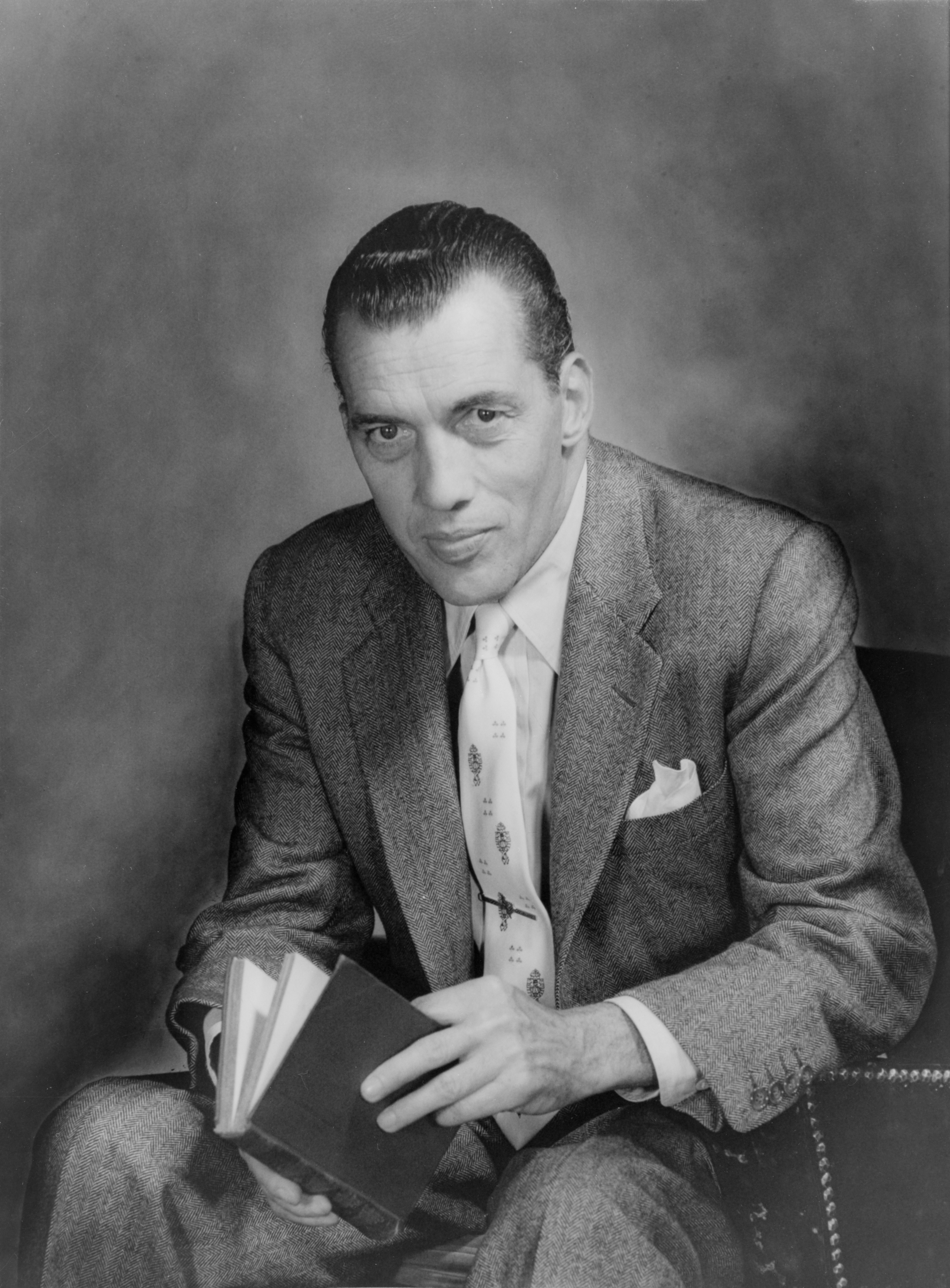
Ed Sullivan

La Beatlemania sbarcò negli Stati Uniti il 7 febbraio 1964 in occasione della prima delle due tournée dei Beatles in America nel 1964 e si manifestò per la prima volta già all'aeroporto Kennedy di New York, dove una massa di fan inusuale sia per il numero sia per l'entusiasmo e l'isteria profusa, accolse l'arrivo dei Beatles sul suolo statunitense, e due giorni dopo, il 9 febbraio, dilagò ulteriormente grazie alla prima apparizione dei Beatles all'Ed Sullivan Show, programma che in quella serata stabilì il record di visione e di audience della storia della TV fino a quel momento, con 73 milioni di telespettatori stimati, cifra che ancora oggi lo colloca come uno dei più visti di tutti i tempi.
Il successo televisivo dei Beatles determinerà la loro carriera futura e fece loro raggiungere una popolarità in USA superiore ad ogni altro gruppo della nascente British Invasion, come i Rolling Stones, i Kinks, gli Who, gli Yardbirds, gli Animals.
Un'altra data in cui la Beatlemania raggiunse uno dei suoi picchi fu il concerto allo Shea Stadium di New York il 15 agosto 1965, davanti al numero record di 55.000 spettatori. I filmati del concerto mostrano teenager e donne piangere, gridare e svenire. Il rumore della folla fu tale che si possono vedere le guardie della sicurezza tapparsi le orecchie con le mani quando i Beatles entrarono nello stadio. Nonostante la numerosa presenza di guardie, singoli fan riuscirono a irrompere sul campo diverse volte, e furono inseguiti e fermati. Nel film del concerto si vede John Lennon indicare divertito uno di questi episodi mentre tenta di rivolgersi al pubblico tra una canzone e l'altra.

### Italia
Durante gli anni '60 l'Italia da un certo punto di vista artistico-culturale era un Paese che viaggiava a diverse velocità: da una parte accoglieva la musica anglofona quando era melodica, accattivante, cantata e orchestrata in modo considerato accettabile per il paese del "bel canto" (es. The Platters), dall'altra esibiva orgogliosamente, a respingere l'invasione discografica straniera, i suoi nuovi prodotti esportati con successo in tutto il mondo: Domenico Modugno, Gianni Morandi, Adriano Celentano, Rita Pavone, Mina, Tony Renis, Claudio Villa.
I Beatles suscitarono subito notevoli entusiasmi: il loro primo 45 giri Please Please Me conquistò la vetta della Hit Parade l'8 febbraio 1964 (stessa sorte toccò a She Loves You e a Twist and Shout). Ma il pubblico italiano, così come quello di altri paesi latini mediterranei, non era pronto per il cambiamento di gusti musicali e culturali che avveniva in Gran Bretagna e Stati Uniti; i Beatles ebbero successo quindi presso quegli ambienti già respiranti un'atmosfera di rinnovamento, cosmopolita e ribelle, dove si leggevano libri e si ascoltavano dischi americani, mentre vennero accolti con una certa indifferenza dall'Italia più provinciale, arretrata, ancorata ai valori tradizionali.
La Beatlemania in Italia fu inoltre limitata da un muro difensivo eretto a protezione della integrità dei giovani, oltre che del mercato discografico italiano: i mass-media italiani riservarono scarsa attenzione ai Beatles, e buona parte degli opinion leader e dei "mezzibusti" sottovalutarono la loro musica e stigmatizzarono la Beatlemania. Eccezione notevole fu la trasmissione radiofonica Bandiera gialla, che dal 1965 in poi propose i brani dei "Fab Four" riestendendo nuovamente gli entusiasmi per i Beatles.
L'apice del fenomeno si ebbe con la tournée italiana del 1965: i Beatles arrivarono alla stazione di Milano la sera del 23 giugno. Ad attenderli c'erano oltre duemila giovani, per manifestare con urla, pianti e svenimenti la loro passione. La stampa italiana seguì poi con grande attenzione tutti i loro passi da Milano a Genova e a Roma. Soprattutto al Vigorelli milanese la Beatlemania si manifestò con una presenza ragguardevole di quasi trentamila spettatori festanti e urlanti. Curiosamente in Italia, durante il soggiorno dei Fab Four, fu principalmente il batterista Ringo Starr a mietere entusiasmi, scatenare scene di delirio e ricevere il maggior numero di striscioni e cartelli inneggianti alla sua persona.
Complessivamente i critici, salvo qualche eccezione, sentenziarono che i Beatles piacevano ai giovani per le loro canzoni, al punto da suscitare scene di delirio, ma in Italia, diversamente dalla loro madrepatria, non incidevano anche negli usi e nei costumi con i loro messaggi, tranne qualche aspetto esteriore e superficiale.
Scrisse Mauro Manciotti su Il Secolo XIX:
(Mauro Manciotti, Il Secolo XIX)
Una terza ondata di Beatlemania si può far risalire alla pubblicazione del singolo Michelle, avvenuta il 14 febbraio 1966, che superò ogni record di vendite italiane dei Beatles con oltre 27 settimane di permanenza ai piani alti della Hit Parade, riavvicinando la massa di consumatori di musica al gruppo di Liverpool al punto da meritare, per la prima volta, la copertina del Radiocorriere TV e una trasmissione televisiva Rai dedicata interamente al quartetto, intitolata "Appuntamento con i Beatles", segno evidente di enorme popolarità e di superamento del muro difensivo. Tra le conseguenze del nuovo picco di Beatlemania si annoverarono, proprio in quello stesso periodo, il celebre "casco d'oro" sfoderato da Caterina Caselli in onore ai Beatles e un buon numero di complessini italiani che divennero loro epigoni, fatte le debite proporzioni, sia per lo stile musicale e sia per gli atteggiamenti.

### Resto del mondo

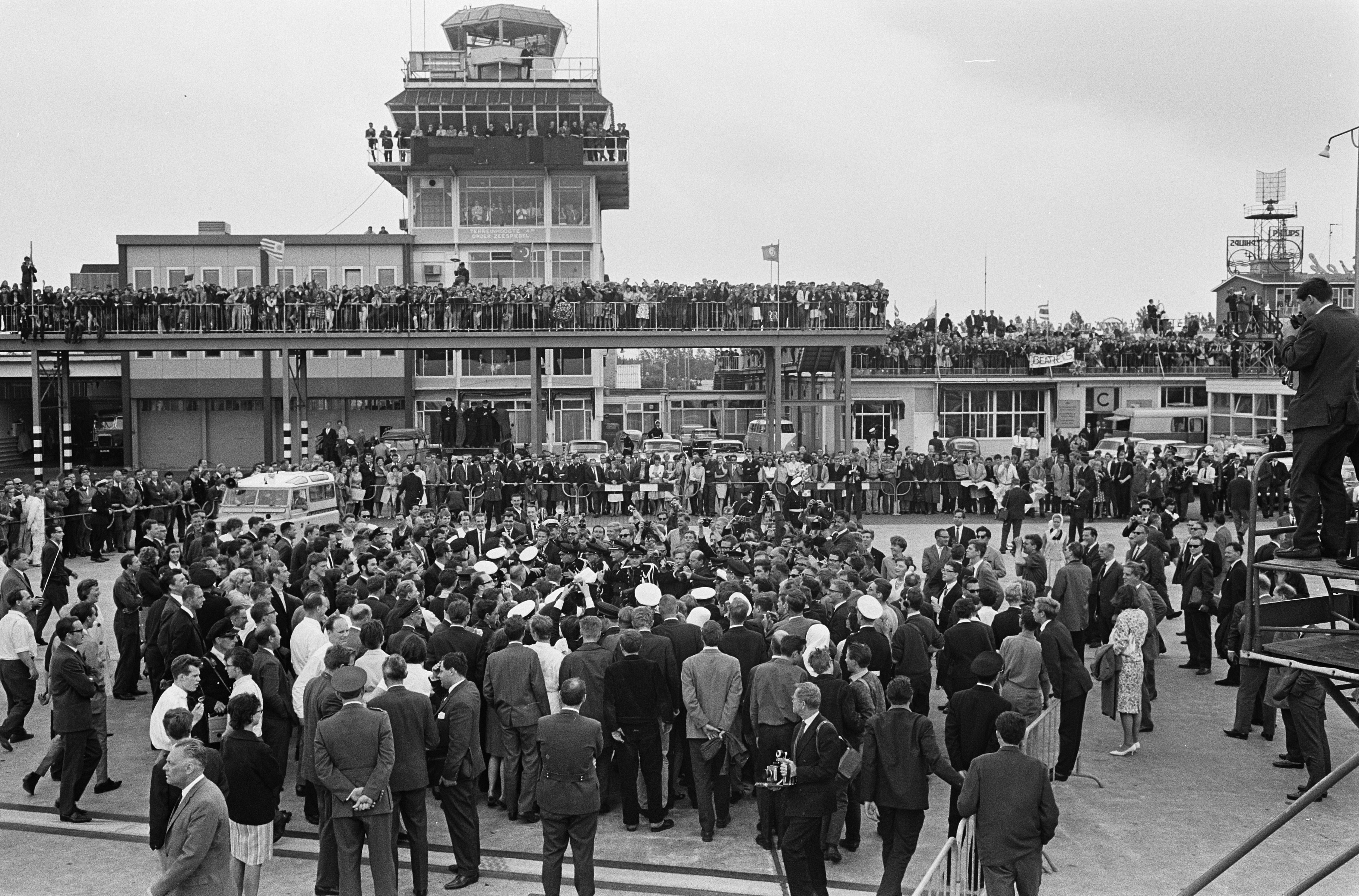
I Beatles accolti dalla folla in Olanda (1964)

Quando i Beatles si imposero all'attenzione del mondo, questo era notevolmente frammentato sia a livello politico sia a livello culturale.
Il mercato discografico non era ancora globale, e mancavano spesso le comunicazioni tra i mercati delle varie nazioni; vi erano poche etichette multinazionali e tante locali. Era un fenomeno consueto quello di affidare una canzone a un artista locale per ogni mercato nazionale. Questa frammentazione, unita all'arretratezza dei mezzi di trasporto e di comunicazione, spiega come, prima dei Beatles, furono ben pochi gli artisti popolari in tutto il mondo, mentre le canzoni si diffondevano cantate in lingue e riarrangiamenti diversi.
La Beatlemania si diffuse perciò con modalità, intensità, caratterizzazioni diverse a seconda dello stato politico e culturale dei singoli paesi visitati dai Beatles.
Brian Epstein ebbe contatti con i rappresentanti dei mezzi di comunicazione di praticamente tutto il mondo e riuscì ad effettuare alcuni colpi da maestro, come ad esempio contattare i dirigenti della televisione sovietica per aprire le porte ai Beatles e ai loro videoclip anche nel blocco comunista.
I Beatles ebbero grande successo nei paesi nordeuropei e nordamericani, facilitati dalla comprensione della lingua e da una maggiore aderenza di inclinazioni, desideri, bisogni culturali e sociali. Lo stesso valse per alcuni paesi del Commonwealth, come ad esempio l'Australia, e per i paesi extraeuropei nell'orbita del pensiero occidentale, come ad esempio il Giappone.
Per quanto riguarda i paesi latini e quelli mediterranei (per esempio Francia e Argentina), questi faticarono a conquistare estimatori dove non effettuarono tournée e promozioni televisive e in alcuni casi incontrarono molte maggiori difficoltà di quanto avessero preventivato a raccogliere i frutti delle loro esibizioni (ben due settimane in cartellone all'Olympia di Parigi). In altri paesi, infine, la Beatlemania non si manifestò affatto, come in alcune nazioni Sudamericane.

## Declino
La Beatlemania cominciò a declinare a seguito delle polemiche nate dalle affermazioni di John Lennon sulla popolarità dei Beatles e di Gesù Cristo. I roghi dei dischi e della oggettistica dei Beatles avvenuti nell'agosto del 1966 in varie città americane segnarono il passaggio dalla Beatlemania originale ad un nuovo tipo di rapporto con i fans che sarebbe culminato con l'infatuazione collettiva per l'album Sgt. Pepper's Lonely Hearts Club Band, per il loro nuovo look da figli dei fiori, per le loro manie orientaleggianti.
Con la cessazione delle tournée e dei concerti dal vivo dei Beatles nel 1966 terminarono anche i grandi assembramenti di folla che caratterizzavano ogni loro spostamento. Durante gli ultimi giorni della Beatlemania le fan dei Beatles, per poter sperare di vedere od interagire con i membri della band, presero a stazionare e a volte dormire nelle vicinanze delle loro abitazioni o, durante i periodi di registrazione, all'esterno dell'edificio della Apple Corps ed alle porte di Abbey Road Studios di Londra, dando vita al fenomeno delle Apple scruffs. Con esse i Beatles ebbero un rapporto ambivalente, ma spesso amichevole.